# Vitorlázás az 1964. évi nyári olimpiai játékokon
Az 1964. évi nyári olimpiai játékokon a vitorlázásban öt számot bonyolítottak le 1964. október 12-e és október 21-e között az Enosimai tengerparton.

## Éremtáblázat

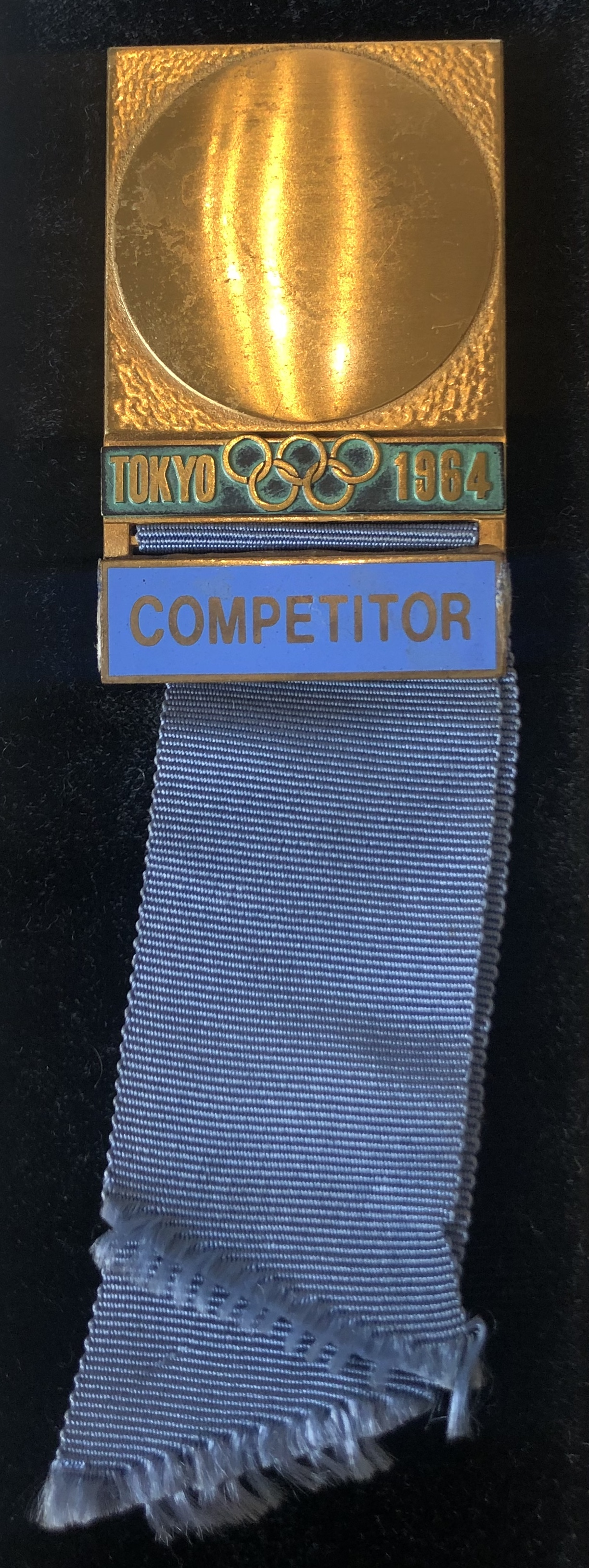

(A rendező ország csapata eltérő háttérszínnel, az egyes számoszlopok legmagasabb értéke, vagy értékei vastagítással 
kiemelve.)
| Az 1964. évi nyári olimpiai játékok éremtáblázata vitorlázásban | Az 1964. évi nyári olimpiai játékok éremtáblázata vitorlázásban | Az 1964. évi nyári olimpiai játékok éremtáblázata vitorlázásban | Az 1964. évi nyári olimpiai játékok éremtáblázata vitorlázásban | Az 1964. évi nyári olimpiai játékok éremtáblázata vitorlázásban | Olimpia  |
| --------------------------------------------------------------- | --------------------------------------------------------------- | --------------------------------------------------------------- | --------------------------------------------------------------- | --------------------------------------------------------------- | -------- |
|                                                                 | Ország                                                          | Arany                                                           | Ezüst                                                           | Bronz                                                           | Összesen |
| 1.                                                              | Egyesült Német Csapat (EUA)                                     | 1                                                               | 1                                                               | 0                                                               | 2        |
| 2.                                                              | Dánia (DEN)                                                     | 1                                                               | 0                                                               | 1                                                               | 2        |
| 3.                                                              | Ausztrália (AUS)                                                | 1                                                               | 0                                                               | 0                                                               | 1        |
| 3.                                                              | Bahama-szigetek (BAH)                                           | 1                                                               | 0                                                               | 0                                                               | 1        |
| 3.                                                              | Új-Zéland (NZL)                                                 | 1                                                               | 0                                                               | 0                                                               | 1        |
|                                                                 |                                                                 |                                                                 |                                                                 |                                                                 |          |
| 6.                                                              | Egyesült Államok (USA)                                          | 0                                                               | 2                                                               | 3                                                               | 5        |
| 7.                                                              | Svédország (SWE)                                                | 0                                                               | 1                                                               | 1                                                               | 2        |
| 8.                                                              | Nagy-Britannia (GBR)                                            | 0                                                               | 1                                                               | 0                                                               | 1        |
|                                                                 |                                                                 |                                                                 |                                                                 |                                                                 |          |
| Összesen                                                        | Összesen                                                        | 5                                                               | 5                                                               | 5                                                               | 15       |

## Érmesek
| Az 1964. évi nyári olimpiai játékok érmesei vitorlázásban |                                                                                    |                                                                                       |                                                                                        |
| Versenyszám                                               | Arany                                                                              | Ezüst                                                                                 | Bronz                                                                                  |
| Finn dingi                                                | Wilhelm Kuhweide · Egyesült Német Csapat (EUA) · G-10                              | Peter Barrett · Egyesült Államok (USA) · US-40                                        | Henning Wind · Dánia (DEN) · D-7                                                       |
| Csillaghajó                                               | Bahama-szigetek (BAH) · Gem · Durward Knowles · Cecil Cooke                        | Egyesült Államok (USA) · Glider · Richard Stearns · Lynn Williams                     | Svédország (SWE) · Humbug V · Pelle Petterson · Holger Sundström                       |
| 5,5 méter                                                 | Ausztrália (AUS) · Barrenjoey · William Northam · Peter O’Donnell · James Sargeant | Svédország (SWE) · Rush VII · Lars Thörn · Sture Stork · Arne Karlsson                | Egyesült Államok (USA) · Bingo · John J. McNamara · Francis Scully · Joseph Batchelder |
| Repülő hollandi                                           | Új-Zéland (NZL) · Pandora · Earle Wells · Helmer Pedersen                          | Nagy-Britannia (GBR) · Lady C. · Keith Musto · Arthur Morgan                          | Egyesült Államok (USA) · Widgeon · Harry Melges · William Bentsen                      |
| Sárkányhajó                                               | Dánia (DEN) · White Lady · Ole Berntsen · Christian von Bülow · Ole Poulsen        | Egyesült Német Csapat (EUA) · Mutafo · Peter Ahrendt · Ulrich Mense · Wilfried Lorenz | Egyesült Államok (USA) · Aphrodite · Lowell North · Charles Rogers · Richard Deaver    |